# Carex boecheriana
Carex boecheriana — вид квіткових рослин родини осокових (Cyperaceae).

## Поширення
Флора Гренландії.